# The Ronettes
The Ronettes byla americká dívčí popová hudební skupina šedesátých let původem z New Yorku známá ponejvíce díky spolupráci s producentem Philem Spectorem. Skupina se skládala z hlavní zpěvačky Veronicy Bennett, později známé jako Ronnie Spector, její sestry Estelle Bennett a jejich sestřenice Nedry Talley. Skupina dosáhla vrcholu popularity po vydání alba Presenting the Fabulous Ronettes Featuring Veronica v roce 1964. Mezi nejznámější písně této kapely patří Be My Baby, Baby, I Love You, (The Best Part Of) Breakin' Up a (Walking) In the Rain.

## Diskografie

### Singly
- 1961 My Darling Angel (May 111)
- 1961 I Want a Boy (Colpix 601)
- 1962 Silhouettes (1961) (May 114)
- 1962 I'm Gonna Quit While I'm Ahead (1961) (Colpix 646)
- 1962 The Memory (1961) (May 138)
- 1963 Be My Baby (Philles 116)
- 1963 Baby, I Love You (Philles 118)
- 1964 (The Best Part Of) Breakin' Up (Philles 120)
- 1964 Do I Love You? (Philles 121) 34
- 1964 (Walking) In The Rain (Philles 123)
- 1965 Born To Be Together (Philles 126)
- 1965 Is This What I Get For Loving You? (Philles 128)
- 1965 He Did It (1961) (Dimension 1046)
- 1966 I Can Hear Music (Philles 133)
- 1969 You Came, You Saw, You Conquered! (A&M 1040)
- 1973 Go Out and Get It (Buddha 384)
- 1974 "I Wish I Never Saw The Sunshine" (Buddha 408)
- 1976 "Paradise" (Warner/Spector 409)

### Alba
- 1964 Presenting the Fabulous Ronettes Featuring Veronica (Philles)

### Kompilace
- 1963 A Christmas Gift for You (Philles)
- 1963 Today's Hits (Phillies)
- 1965 The Ronettes featuring Veronica (Colpix Records)
- 1967 Cha Cha Cha (Roper)
- 1975 Sing Their Greatest Hits (Phil Spector International)
- 1981 The Greatest Hits, Vol. 2 (Masters)
- 1990 Greatest Hits (Spectacular Sound)
- 1991 The Ronettes: The Early Years (Rhino) – opětovné vydání alba The Ronettes featuring Veronica
- 1992 Best of the Ronettes (EMI)
- 1992 The Best of the Ronettes (ABKCO)
- 2005 Silhouettes (Collectables)